# 林乃清
林乃清（1915年—1995年10月31日），安徽省金寨县人，中华人民共和国政治人物。
早年参加中国工农红军，后历任第二政治学校副校长、工程兵特种工程指挥部司令部副参谋长、福建省军区副司令员、江西省军区副司令员等职。1964年，晋升少将军衔。1995年去世。